# Balada triste
 (décembre 2016).
Si vous disposez d'ouvrages ou d'articles de référence ou si vous connaissez des sites web de qualité traitant du thème abordé ici, merci de compléter l'article en donnant les références utiles à sa vérifiabilité et en les liant à la section « Notes et références ».
Pour plus de détails, voir Fiche technique et Distribution.
Balada triste (Balada triste de trompeta) est une comédie noire franco-espagnole écrite et réalisée par Álex de la Iglesia et sortie le 17 décembre 2010.

## Synopsis
Madrid. En pleine Guerre civile espagnole, un clown est recruté de force par les troupes républicaines. Cruel, il massacre des combattants nationalistes à coup de machette avant d'être arrêté puis détenu. Il ne laissera qu'une consigne à son fils, un gage ultime de bonheur : la vengeance. Des années plus tard, son fils, Javier, devenu clown à l'instar de son père est engagé dans un cirque dominé par Sergio. Nous sommes à la fin de l'ère franquiste, en 1973. Les deux clowns, l'un triste, l'autre Auguste, vont se livrer une bataille mortelle pour conquérir le cœur d'une belle acrobate, Natalia.

## Fiche technique
- Titre original : Balada triste de trompeta
- Titre français : Balada Triste
- Réalisation : Álex de la Iglesia
- Scénario : Álex de la Iglesia
- Direction artistique : Eduardo Hidalgo hijo
- Décors : Federico del Cerro
- Costumes : Paco Delgado
- Photographie : Kiko de la Rica
- Montage : Alejandro Lázaro
- Musique : Roque Baños
- Production : Vérane Frédiani, Gerardo Herrero et Franck Ribière
- Société(s) de production : Canal+ España, Castafiore Films, La Fabrique de films, Tornasol Films, TVE et uFilm
- Société(s) de distribution : Espagne : Warner Bros. / France : SND
- Budget : 7 000 000 $
- Pays de production :  Espagne,  France
- Langue : espagnol
- Format : couleur − 35mm − 2.35:1
- Genre : comédie noire
- Durée : 107 minutes
- Dates de sortie :
  - Italie : 7 septembre 2010 (Mostra de Venise 2010)
  - Espagne : 17 décembre 2010
  - France : 22 juin 2011
- Public : interdit en salles aux moins de 12 ans mais aux moins de 16 ans à la télévision.

## Distribution
- Carlos Areces (VFB : Daniel Nicodème) : Javier
- Antonio de la Torre (VFB : Philippe Résimont) : Sergio
- Carolina Bang (VFB : Delphine Moriau) : Natalia
- Manuel Tallafé (VFB : Erwin Grünspan) : Ramiro
- Sancho Gracia : le colonel Salcedo
- Juan Luis Gallardo : monsieur Loyal
- Enrique Villen (VFB : François Mairet) : Andrés
- Manuel Tejada (VFB : Michel de Warzée) : le chef de piste
- Gracia Olayp : Sonsoles
- Terele Pávez : Dolores
- Santiago Segura : Auguste, le père de Javier
- Alejandro Tejerias : l'homme-canon

## Distinctions

### Récompenses
- 2010 : Lion d'argent du meilleur réalisateur et Osella d'argent du meilleur scénario à la Mostra de Venise 2010 ;
- 2011 : Prix Goya des meilleurs effets spéciaux ;
- 2011 : Méliès d'or au festival international du film de Catalogne ;
- 2011 : grand prix long métrage au festival Hallucinations collectives.

### Nominations
- 18 nominations

## Analyse
Le film illustre la triade victime-sauveur-persécuteur ou triangle dramatique.